# トゥクムカリ
トゥクムカリ（Tucumcari）は、アメリカ合衆国ニューメキシコ州の都市。クウェイ郡の郡庁所在地である。人口は5,278人（2020年）。トゥクムカリは1901年に創設され、クウェイ郡はその2年後に創設された。

## 地理
トゥクムカリは35°10.10'N 103°43.32'W(35.169453、-103.725488)に位置している。アメリカ合衆国国勢調査局によると、都市の総面積は19.6 km² (7.6 mi²)で、うち陸地面積は19.5 km² (7.5 mi²)で水面積は全体の0.13%である。

## 人口動勢
以下は2000年の国勢調査における人口統計データである。
基礎データ
- 人口: 5,989人
- 世帯数: 2,489世帯
- 家族数: 1,607家族
- 人口密度: 306.7/km² (793.8/mi²)
- 住居数: 3,065軒
- 住居密度: 156.9/km² (406.2/mi²）

人種別人口構成
- 白人: 75.87%
- アフリカン・アメリカン: 1.29%
- ネイティブ・アメリカン: 1.39%
- アジア人: 1.20%
- 太平洋諸島系: 0.22%
- その他の人種: 17.10%
- 混血: 2.94%
- ヒスパニック・ラテン系: 51.41%

世帯と家族（対世帯数）
- 世帯数: 2,489世帯
- 18歳未満の子供がいる: 29.8%
- 結婚・同居している夫婦: 45.4%
- 未婚・離婚・死別女性が世帯主: 15.3%
- 非家族世帯: 35.4%
- 単身世帯: 31.7%
- 65歳以上の老人1人暮らし: 14.7%
- 平均構成人数
  - 世帯: 2.35人
  - 家族: 2.93人

年齢別人口構成
- 18歳未満: 26.0%
- 18-24歳: 7.5%
- 25-44歳: 24.2%
- 45-64歳: 24.8%
- 65歳以上: 17.5%
- 年齢の中央値: 39歳
- 性比（女性100人あたりの男性の人口）
  - 総人口: 90.9人
  - 18歳以上: 86.8人

収入と家計
- 収入の中央値
  - 世帯: 22,560米ドル
  - 家族: 27,468米ドル
  - 性別
    - 男性: 25,342米ドル
    - 女性: 18,568米ドル
- 人口1人あたり収入: 14,786米ドル
- 貧困線以下
  - 対家族数: 19.1%
  - 対人口: 24.8%
  - 18歳未満: 29.5%
  - 65歳以上: 16.7%

## 地域周辺の伝説
伝説によると、死期が近づいてきたアパッチ族のワウトノマ酋長は、誰が部族の統治者として彼の後を継ぐかという問題に悩まされていた。二人の最もすばらしい勇者、トノパーとトコムは、お互いにライバルで不倶戴天の敵であっただけではなく、ともにワウトノマ酋長の娘のカリを争っていた。カリの気持ちはトコムに傾いていた。ワウトノマ酋長はトノパーとトコムを側に呼び、告知した。「私はもうすぐ死ななければならず、お前たちの一人が酋長として私を継がなければならない。今晩お前たちは長いナイフを持ち、互いに戦って決着をつけなければならない。生き残った者が酋長であり、私の娘、カリの夫となるであろう」。
命令されるまま、二人の勇者はナイフを持ち死闘の中で会った。どちらの勇士も知らなかったことは、カリがそばに隠れていた事実であった。トノパーのナイフがトコムの心臓に突き刺さった時、若い女は隠れた場所から飛び出し、トノパーの命をナイフで奪い、彼女も自害した。
ワウトノマ酋長にこの愁嘆場が示された時、悲嘆が彼を覆い、彼は娘のナイフを自分の心臓に深く突き刺し、苦痛で大声で叫んだ、「トコム…カリ！」と。
酋長の臨終の言葉からわずかに変化して、今日町と山の名前に「トゥクムカリ」として残っている。という話である。ある者はこの民話をジェロニモのものにしている。より疑い深くてあまりロマンチックではない歴史家は、「トゥクムカリ」という単語はコマンチェ語の単語で横になってなにかを待つという意味の「トゥクヌカル」から派生していると信じている。大昔に山（実際にはメサ）はコマンチェの監視所であったので、この説明には歴史的な真実性がある。

## テレビ、映画、楽曲
クリント・イーストウッド出演のテレビドラマ『ローハイド』の多くのシーンはトゥクムカリ地域で撮影された。
セルジオ・レオーネの1965年の映画『夕陽のガンマン』のメインのアクションが行われたのはトゥクムカリである。
ジェームス・テイラー、デニス・ウィルソン、ウォーレン・オーツが出演した1971年の映画「Two-Lane Blacktop」は、トゥクムカリの北東のルート54沿いのガソリンスタンドで撮影された。このシーンの初めにトゥクムカリ山がはっきりと見られる。
町は1988年の映画『レインマン』の中でトム・クルーズ演じるキャラクターに言及された。しかし映画の中のシーンはトゥクムカリではない。
トルーマン・カポーティの作品『冷血』で、殺人者の一人は、トゥクムカリまでの旅行の距離を尋ねている。このシーンは同小説を映画化した作品にも現れる。
トゥクムカリは、ジョン・デンバーの「Last Hobo」、リトル・フィートの「Willin」などのいくつかの曲で歌われている。

## モーテルとレストラン
トゥクムカリの名物はモーテルである。長年の間、トゥクムカリはルート66/州間高速道路40号を通る旅行者の人気宿泊場所である。テキサス州アマリリョからニューメキシコ州アルバカーキの間の、ハイウェイ上の最大の都市である。トゥクムカリの「2000」（後に「1200」に替わった）部屋あるモーテルに運転者を宿泊させるための、「TUCUMCARI TONITE!」と書かれた看板が、州間高速道路40号沿いのあちこちに置かれている。
ルート66はトゥクムカリの中心地を通る。ガソリンスタンド、レストラン、モーテルなど多くのビジネスが観光を世話するために建築された。たくさんのビンテージの価値のあるモーテルとレストランが1930年代から1950年代に建てられ、それらはいまでも新しいモーテルやレストランのチェーンと激しく争っている。これらの建造物は夜にネオンサインを出し、ルート66の短い一部の範囲ではまるで小さなラスベガスのようになる。